# 澳洲聚鯻
澳洲聚鯻（學名：Syncomistes butleri ）為鱸形目鱸亞目鯻科的其中一種，分布於大洋洲西澳大利亞北部Gibb及Drysdale河流域，為特有種，體成紡錘型，側扁，體長可達15公分，成魚棲息在較大的溪流底中層水域，成群活動，受驚嚇時會躲入岩石細縫中，屬草食性，以藻類為食，繁殖期在每年10至12月，成魚會保護卵並搧動魚鰭提供足夠的氧，生活習性不明，可做為觀賞魚，飼養時可提供植物或岩石遮蔽。

## 擴展閱讀
維基物種上的相關：澳洲聚鯻